# Pavinsky (huyện)
Huyện Pavinsky (tiếng Nga: ? райо́н) là một huyện hành chính tự quản (raion), của Tỉnh Kostroma, Nga. Huyện có diện tích 1498 kilômét vuông, dân số thời điểm ngày 1 tháng 1 năm 2000 là 7200 người. Trung tâm của huyện đóng ở Pavino.